# Dominik Kohr
Dominik Kohr (Trier, Renania-Palatinado, 31 de enero de 1994) es un futbolista alemán que juega de centrocampista en el 1. FSV Maguncia 05 de la Bundesliga. Es hijo del exjugador Harald Kohr.

## Trayectoria
Kohr comenzó su carrera en el primer equipo del Bayer Leverkusen en 2012, luego de pasar por sus categorías juveniles y el segundo equipo. Debutó el 21 de abril de 2012 en la victoria por 1-0 sobre el 1899 Hoffenheim.
El 18 de junio de 2015 fichó por el F. C. Augsburgo, luego de jugar una temporada a préstamo en el club. Dos años después regresó al Leverkusen.
El 3 de julio de 2019 fichó por el Eintracht Fráncfort por cinco años. En enero de 2021 abandonó de manera temporal el club para jugar cedido en el 1. FSV Maguncia 05 hasta final de temporada, aunque en mayo se acordó extenderla para la campaña 2021-22. Una vez esta terminaba, se quedó de manera definitiva y firmó un contrato hasta junio de 2026.

## Clubes
| Club                        | País     | Año       |
| --------------------------- | -------- | --------- |
| Bayer 04 Leverkusen         | Alemania | 2012-2015 |
| F. C. Augsburgo (cedido)    | Alemania | 2014-2015 |
| F. C. Augsburgo             | Alemania | 2015-2017 |
| Bayer 04 Leverkusen         | Alemania | 2017-2019 |
| Eintracht Fráncfort         | Alemania | 2019-2022 |
| 1. FSV Maguncia 05 (cedido) | Alemania | 2021-2022 |
| 1. FSV Maguncia 05          | Alemania | 2022-     |

## Palmarés

### Títulos internacionales
| Título          | Club (*)                     | País    | Año  |
| --------------- | ---------------------------- | ------- | ---- |
| Eurocopa Sub-21 | Selección de Alemania sub-21 | Polonia | 2017 |

(*) Incluyendo la selección.